# Dalfors
Dalfors is een plaats in de gemeente Sandviken in het landschap Gästrikland en de provincie Gävleborgs län in Zweden. De plaats heeft 52 inwoners (2005) en een oppervlakte van 17 hectare. Dalfors wordt omringd door zowel landbouwgrond als bos. De dichtstbijzijnde wat grotere plaats Åshammar (760 inwoners) ligt zo'n drie kilometer ten zuidoosten van de plaats en de afstand tot de stad Sandviken (22574 inwoners) bedraagt zo'n twintig kilometer, deze stad ligt ten oosten van het dorp.

## Verkeer en vervoer
De plaats had vroeger een goederenstation aan een kleine aftakking van de hier opgeheven spoorlijn Bollnäs - Orsa.